# Григор Долапчиев
Григор Ивайлов Долапчиев е български футболист, нападател.

## Кариера
Долапчиев е юноша на ЦСКА (София), като преминава през всички групи на ДЮШ на „червените“. Дебютира за първия отбор при победата като гост над Миньор (Перник) с 4:1 на 31 август 2012 година, заменяйки в 84-та минута Станко Йовчев.
През 2014 година преминава под наем във ФК Турново. През първата половина на 2015 г. също е под наем във ФК Хасково.
През лятото на 2015-а преминава в отбора на ФК Оборище (Панагюрище). През януари 2016 г. Долапчиев подписва договор със Спартак (Плевен). През 2017 г. Долапчиев напуска Спартак (Плевен).

## Статистика по сезони
| Сезон    | Отбор            | Първенство            | Мачове | Голове |
| -------- | ---------------- | --------------------- | ------ | ------ |
| 2012/13  | ЦСКА             | А футболна група      | 13     | 4      |
| 2013/14  | ЦСКА             | А футболна група      | 9      | 3      |
| 2014/ес. | Турново          | Първа македонска лига | 16     | 2      |
| 2015/пр. | Хасково          | А футболна група      | 12     | 0      |
| 2015/ес. | ФК Оборище       | Б футболна група      | 14     | 1      |
| 2016/пр. | Спартак (Плевен) | Б футболна група      | 12     | 7      |
| 2016/17  | Спартак (Плевен) | Втора лига            | 5      | 2      |
| 2017/18  | Витоша (Бистрица | А футболна група      | 20     | 4      |